# Shenzhen Open (ATP) 2014 - Qualificazioni singolare
Le qualificazioni del singolare  dello Shenzhen Open 2014 sono state un torneo di tennis preliminare per accedere alla fase finale della manifestazione. I vincitori dell'ultimo turno sono entrati di diritto nel tabellone principale. In caso di ritiro di uno o più giocatori aventi diritto a questi sono subentrati i lucky loser, ossia i giocatori che hanno perso nell'ultimo turno ma che avevano una classifica più alta rispetto agli altri partecipanti che avevano comunque perso nel turno finale.

## Teste di serie
1. Martin Kližan (Qualificato)
2. Marco Chiudinelli (Spostato nel tabellone principale)
3. Viktor Troicki (Qualificato)
4. Thanasi Kokkinakis (Qualificato)

1. Yang Tsung-hua (ultimo turno)
2. Michael Venus (ultimo turno)
3. Toshihide Matsui  (Ultimo turno)
4. Ouyang Bowen (Qualificato)

## Qualificati
1. Martin Kližan
2. Ouyang Bowen

1. Viktor Troicki
2. Thanasi Kokkinakis

## Tabellone

### Legenda
| - Q = Qualificato - WC = Wild card - LL = Lucky loser | - ALT = Alternate - SE = Special Exempt - PR = Protected Ranking | - w/o = Walkover - r = Ritirato - d = Squalificato |

### Sezione 1
|  | Primo turno | Primo turno   | Primo turno  | Primo turno | Primo turno |  |  | Secondo turno | Secondo turno  | Secondo turno  | Secondo turno  | Secondo turno  |    |   | Ultimo turno | Ultimo turno  | Ultimo turno  | Ultimo turno | Ultimo turno |  |
|  |             |               |              |             |             |  |  |               |                |                |                |                |    |   |              |               |               |              |              |  |
|  |             |               |              |             |             |  |  |               |                |                |                |                |    |   |              |               |               |              |              |  |
|  |             |               |              |             |             |  |  | 1             | Martin Kližan  | Martin Kližan  | 6              | 6              |    |   |              |               |               |              |              |  |
|  |             | Colin Fleming | 6            | 3           | 0r          |  |  | WC            | Te Rigele      | Te Rigele      | 2              | 0              |    |   |              |               |               |              |              |  |
|  | WC          | Te Rigele     | 1            | 6           | 0           |  |  |               |                |                |                |                |    |   | 1            | Martin Kližan | Martin Kližan | 7            | 6            |  |
|  |             | Gong Xiao     | Gong Xiao    | 4           | 4           |  |  |               |                | 5              | Yang Tsung-hua | Yang Tsung-hua | 63 | 2 |              |               |               |              |              |  |
|  | WC          | Qiu Zhuoyang  | Qiu Zhuoyang | 6           | 6           |  |  | WC            | Qiu Zhuoyang   | Qiu Zhuoyang   | 0              | 1              |    |   |              |               |               |              |              |  |
|  |             |               |              |             |             |  |  | 5             | Yang Tsung-hua | Yang Tsung-hua | 6              | 6              |    |   |              |               |               |              |              |  |
|  |             |               |              |             |             |  |  |               |                |                |                |                |    |   |              |               |               |              |              |  |

### Sezione 2
|  | Secondo turno | Secondo turno     | Secondo turno     | Secondo turno     | Secondo turno |  |  | Ultimo turno | Ultimo turno | Ultimo turno | Ultimo turno | Ultimo turno |  |
|  |               |                   |                   |                   |               |  |  |              |              |              |              |              |  |
|  | 2             | Marco Chiudinelli | Marco Chiudinelli | Marco Chiudinelli |               |  |  |              |              |              |              |              |  |
|  |               | Liu Siyu          | Liu Siyu          | Liu Siyu          | w/o           |  |  |              | Liu Siyu     | Liu Siyu     | 4            | 63           |  |
|  |               | He Yecong         | He Yecong         | 3                 | 4             |  |  | 8/WC         | Ouyang Bowen | Ouyang Bowen | 6            | 7            |  |
|  | 8/WC          | Ouyang Bowen      | Ouyang Bowen      | 6                 | 6             |  |  |              |              |              |              |              |  |

### Sezione 3
|  | Primo turno | Primo turno     | Primo turno     | Primo turno | Primo turno |  |  | Secondo turno | Secondo turno    | Secondo turno    | Secondo turno    | Secondo turno    |   |    | Ultimo turno | Ultimo turno   | Ultimo turno   | Ultimo turno | Ultimo turno |  |
|  |             |                 |                 |             |             |  |  |               |                  |                  |                  |                  |   |    |              |                |                |              |              |  |
|  |             |                 |                 |             |             |  |  |               |                  |                  |                  |                  |   |    |              |                |                |              |              |  |
|  |             |                 |                 |             |             |  |  | 3             | Viktor Troicki   | Viktor Troicki   | 7                | 7                |   |    |              |                |                |              |              |  |
|  | WC          | Zhu Zhicheng    | Zhu Zhicheng    | 3           | 4           |  |  |               | Johan Brunström  | Johan Brunström  | 62               | 65               |   |    |              |                |                |              |              |  |
|  |             | Johan Brunström | Johan Brunström | 6           | 6           |  |  |               |                  |                  |                  |                  |   |    | 3            | Viktor Troicki | Viktor Troicki | 6            | 7            |  |
|  | WC          | Wang Aoran      | Wang Aoran      | 6           | 6           |  |  |               |                  | 7                | Toshihide Matsui | Toshihide Matsui | 2 | 68 |              |                |                |              |              |  |
|  |             | Li Zhaotai      | Li Zhaotai      | 4           | 2           |  |  | WC            | Wang Aoran       | Wang Aoran       | 3                | 2                |   |    |              |                |                |              |              |  |
|  |             |                 |                 |             |             |  |  | 7             | Toshihide Matsui | Toshihide Matsui | 6                | 6                |   |    |              |                |                |              |              |  |
|  |             |                 |                 |             |             |  |  |               |                  |                  |                  |                  |   |    |              |                |                |              |              |  |

### Sezione 4
|  | Secondo turno | Secondo turno      | Secondo turno      | Secondo turno | Secondo turno |  |  | Ultimo turno | Ultimo turno       | Ultimo turno       | Ultimo turno | Ultimo turno |  |
|  |               |                    |                    |               |               |  |  |              |                    |                    |              |              |  |
|  | 4             | Thanasi Kokkinakis | Thanasi Kokkinakis | 6             | 6             |  |  |              |                    |                    |              |              |  |
|  | WC            | Zhu Jiacheng       | Zhu Jiacheng       | 2             | 0             |  |  | 4            | Thanasi Kokkinakis | Thanasi Kokkinakis | 6            | 7            |  |
|  | WC            | Zhang Zhuo         | Zhang Zhuo         | 1             | 3             |  |  | 6            | Michael Venus      | Michael Venus      | 2            | 5            |  |
|  | 6             | Michael Venus      | Michael Venus      | 6             | 6             |  |  |              |                    |                    |              |              |  |